# 藤原敏行
藤原敏行（日语：／ Fujiwara no Toshiyuki ，生年不詳，约卒于907年（一说901年））是日本平安時代初期的歌人、書法家。藤原南家藤原巨勢麻呂的后裔，陸奥出羽按察使藤原富士麻呂之子。官位为从四位上右兵衛督。他是三十六歌仙中一员。

## 生平
貞观8年（866年）任少内記。之后历任图書頭、因幡守、右兵衛権佐等职。元慶6年（882年）升从五位上，仁和2年（886年）任右近衛少将。后任右近衛中将，宽平7年（895年）任藏人頭，宽平9年（897年）官至从四位上右兵衛督。

## 书法
小野道風将藤原敏行与空海并列为古今最高的书法家。
据《渤海国志长编》卷二载：“宽平四年（892年）六月丙申，遣渤海敕书，令左近少将藤原敏行朝臣书之。辛丑，太政官赐渤海国牒二通，一者令左近卫少将藤原敏行朝臣书之”，
“（敏行）历仕贞观以来五朝，能倭歌，且有能书之名，多写佛经，且其墨痕传于渤海。”

### 三绝之钟
- 神护寺钟铭

## 代表和歌

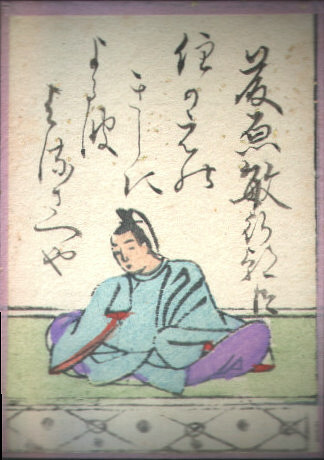
藤原敏行
----百人一首第18番・藤原敏行朝臣

作为勅撰歌人，《古今和歌集》收录其和歌18首，后来的勅撰和歌集另收28首。个人歌集为《敏行集》。
他是古今和歌集时代振兴和歌的代表人物，其风格相对于六歌仙而言，更接近古今和歌集编撰者的风格。不仅在技巧性上有所增加，且充满流丽纤细清新之感。在和歌史上，他是承接在原业平和纪贯之的重要歌人。

## 逸話
据《宇治拾遗物语》记载，藤原敏行受众人邀抄写二百余部《法华经》，因在抄写时曾吃过鱼，以不净之身抄写佛经，死后堕入地狱受苦。

## 系譜
- 父：藤原富士麻呂
- 母：紀名虎之女
- 妻：紀有常之女（在原業平的妻妹）
- 妻：小野岑守之女
  - 子：藤原有快
- 妻：紀吉女
  - 子：藤原伊辛
- 妻：多治弟梶之女
  - 子：藤原伊衡（876-939）
- 妻：藤原休樹之女
  - 子：藤原伊望
- 生母不明：
  - 子：藤原季方